# Europamästerskapen i fälttävlan 1954
Europamästerskapen i fälttävlan 1954 arrangerades i Basel, Schweiz. Tävlingen var den 2:a upplagan av Europamästerskapen i fälttävlan.

## Resultat
| Placering | Ryttare         | Häst      | Land |
| --------- | --------------- | --------- | ---- |
| 1         | Bertie Hill     | Crispin   | GBR  |
| 2         | Frank Weldon    | Kilbarry  | GBR  |
| 3         | Arthur Rook     | Starlight | GBR  |
| 13        | Göran Ulfsparre | Flight    | SWE  |
| 14        | Johan Asker     | Iller     | SWE  |

| Placering | Land           |
| --------- | -------------- |
| 1         | Storbritannien |
| 2         | Västtyskland   |